# 関市立安桜小学校
関市立安桜小学校（せきしりつ あさくらしょうがっこう）とは、岐阜県関市にある公立小学校。

## 通学区域
- 関市の中心部にある小学校であり、通学区域は向西仙房、北仙房、西仙房、南仙房、東仙房、緑ケ丘1丁目の一部、堅切北、堅切南、貸上町、東貸上、西貸上、南貸上、大坪、若草通1・2丁目、西本郷通1-3丁目、安桜山の一部、安桜台、山ノ手1-3丁目、孫六町、東日吉町、坂下町、西日吉町、元重町、東桜町、桜本町1・2丁目、西木戸町、若宮町、本町1-8丁目、吐月町、金屋町、白川町、常盤町、千年町1-3丁目、小柳町、兼永町、新町、前町、富本町、春日町1-3丁目、南春日町、日ノ出町1・2丁目、鍛冶町、平和通1-8丁目、川間町、緑町1丁目、緑町2丁目の一部、辻井戸町、十軒町、河合町、貴船町、森西町、栄町1～2丁目、栄町3丁目の一部、清蔵寺の一部、力山の一部、柳町、片倉町、西居敷、居敷町、宝山町、十六所の一部、赤渕、一本木町、古屋敷、寺内町、一ツ山町、清水町、桜木町、いろは町、月見町、朝倉町、豊川町、梅竜寺山、梅ケ枝町、南町1丁目、西欠ノ下、稲口、前山町、倉知の一部であり、公立中学校の進学先は関市立緑ヶ丘中学校及び関市立桜ヶ丘中学校である[1]。

## 沿革
- 1873年（明治6年） - 関学校が開校。民家を仮校舎とする。
- 1886年（明治19年） - 関尋常小学校に改称する。
- 1905年（明治38年） - 現在地に移転する。
- 1908年（明治41年） - 高等補習科を設置。
- 1909年（明治42年） - 農工商補習学校を併設。
- 1921年（大正10年） - 旧・吉田村の吉田尋常高等小学校を統合する。稲葉分教場（1～４年が通学）を設置。
- 1922年（大正11年） - 関尋常高等小学校に改称する。
- 1935年（昭和10年） - 稲葉分教場を廃止し、旧・吉田村と末広・住吉・相生・上利地区を校区とする関東尋常小学校を分離する。
- 1941年（昭和16年）4月1日 - 関第一国民学校に改称する。
- 1947年（昭和22年）4月1日 - 関町立関第一小学校に改称する。
- 1948年（昭和23年）12月10日 - 関町に編入された加茂郡田原村稲口が校区に加わる。
- 1949年（昭和24年）4月1日 - 関町立安桜小学校に改称する。
- 1950年（昭和25年）10月15日 - 関町が市制施行し関市となる。同時に関市立安桜小学校に改称する。
- 1958年（昭和33年） - 新校舎（鉄筋コンクリート造3階建）が完成する。
- 1967年（昭和42年） - プールが完成。
- 1983年（昭和58年） - 体育館が完成する。
- 2002年（平成14年） - 現在の新校舎が完成する。

## 交通
- 長良川鉄道せきてらす前駅より徒歩6分。